# 갈운정
갈운정(葛雲亭)은 경상북도 안동시 도산면 단천리에 있는 정자이다. 2016년 11월 3일 안동시의 문화유산 제106호로 지정되었다.

## 지정 사유
갈운정은 진성이씨 14대손으로 퇴계의 7대손인 갈운 이세충의 유업을 기리고 자손의 숭조돈목 정신과 종친간의 화목을 도모하기 위하여 그의 호인 “갈운”을 따서 1959년 3월 그의 후손들이 건립한 정자이다.
건물은 정면 3칸, 측면 1.5칸의 규모로 전면에 계자각난간으로 장식한 툇마루를 두었다. 평면 구성은 중앙에 마루방을 앉히고 좌우측에 온돌방을 배열한 중당협실형이다. 정면에는 원주를, 나머지는 방주를 세우고 5량 가로 가구하여 겹처마 팔작지붕을 얹었다.
보존상태가 양호하며 전통목조 건축의 기법을 잘 따르고 있는 중요한 자료이므로 안동시 문화유산(유형유산)으로 지정한다.